# 多田薰
多田薰（1960年9月25日—1999年3月11日），日本女性漫畫家，出生於大阪府寢屋川市，是唯一只在集英社《別冊瑪格麗特》上連載長達22年的漫畫家。
1977年（昭和52年）就讀大阪市立工艺高校時以《琴美的未婚夫》獲得第三屆《別冊瑪格麗特》新人長篇漫畫賞佳作。同年初作《吻的代價》在雜誌上露面，在讀者問卷調查中得到第一名，當時得獎感言：「真的嗎？從今以後我也繼續描寫我身邊的校園故事。」
1985年（昭和60年）5月10日與搖滾樂團「PRESENCE」主唱西川茂結婚。
1999年（平成11年）在《淘氣小親親》連載中時，於該年2月21日因準備搬家過程中不小心跌倒，使其頭部誤撞大理石桌面而意識不明，18天後（3月11日）因腦溢血辭世，享年38歲。

## 作品
- 1977年（昭和52年）
  1. 《吻的代價》 30頁
- 1978年（昭和53年）
  1. 《施工中！》40頁
  2. 《滿是蛀牙的情歌》30頁
  3. 《短髮》43頁
- 1979年（昭和54年）
  1. 《第十四天的快樂時光》31頁
  2. 《我心嚮往的彩色畫布》40頁
  3. 《給我好好地幹！》50頁
  4. 《粉紅　粉紅，震撼的全祼？》50頁
  5. 《第六個春天》50頁
- 1980年（昭和55年）
  1. 《最　最　最喜歡》48頁
  2. 《四月方程式》60頁
  3. 《嗚啦啦與濱田君》41頁
  4. 《少裝模作樣了！》50頁
  5. 《無盡的情歌》前後篇
- 1981年（昭和56年）
  1. 《小心金太君！》連載
  2. 《騎士愛我》連載
- 1983年（昭和58年）3月1日
  1. 《騎士愛我》動畫開始播出
- 1984年（昭和59年）
  1. 《騎士愛我安可篇》15頁
  2. 《可愛的叔叔》100頁
  3. 《學園魔術》連載
- 1985年（昭和60年）
  1. 《可愛的摯愛的瑪儂》前後篇
  2. 《春天來了！談戀愛》連載
  3. 《王子滿天飛！》前後篇
- 1986年（昭和61年）
  1. 《青少年萬歲！》連載
  2. 《禁．忌．放學後》50頁
- 1987年（昭和63年）
  1. 《愛八卦的兔子們》前後篇
  2. 《怕寂寞的黛博拉》55頁
  3. 《陰晴不定的天使》連載
  4. 《黛博拉的美夢》19頁
- 1988年（昭和63年）
  1. 《當天空飄起紅雪…》55頁
  2. 《你的名字是黛博拉》連載
- 1989年（平成元年，昭和64年）
  1. 《甜蜜達令》50頁
  2. 《7月的畢業典禮》46頁
  3. 《追星天堂》連載
- 1990年（平成2年）
  1. 《我會哭泣》55頁
  2. 《淘氣小親親》連載開始
- 1994年（平成6年）
  1. 《淘氣小親親》CD有聲書出版 （由田邊誠一等配音）
- 1995年（平成7年）
  1. 《淘氣小親親》畫冊發行
- 1996年（平成8年） 
  1. 10月14日《惡作劇之吻》真人版電視劇播出 （由佐藤藍子、柏原崇等主演）
- 1997年（平成9年）
  1. 《情敵黛博拉》前後篇
  2. 8月9日《情敵黛博拉》真人版電影上映 （由吉川雛乃、篠原友惠等主演）
- 1999年（平成11年）
  1. 3月11日因腦溢血不幸辭世，《淘氣小親親》不得已以23集琴子懷孕作為完結。
- 2005年（平成17年）
  1. 《淘氣小親親》CD劇場版播出（由浪川大輔、水樹奈奈等主演）

## 外部連結
- （日語）  （页面存档备份，存于）（多田薰官方網頁）
- （日語） イタズラなKiss特集